# Brothers Osborne
Brothers Osborne é uma dupla norte-americana de música country composta pelos irmãos T.J. Osborne e John Osborne.